# Свети Йоан Непомуцки (църква)
Поклонническата Църква Свети Йоан Непомуцки (на чешки: Poutní kostel svatého Jana Nepomuckého) в Зелена хора (на немски: Grünberg – Зелени хълм) е църковен храм близо до Ждяр на Сазава, Чехия, на историческата граница между Моравия и Бохемия.
Това е последният проект на чешкия архитект Ян Сантини Айхел, в който той комбинира бороминовата барокова архитектура с препратки към готически елементи в строежа и украсата. Църквата е осветена веднага след канонизацията на патрона си Свети Йоан Непомуцки, в нея са разположени негови мощи (езикът му) и става притегателно светилище за поклонници от цяла Средна Европа. В пропорциите ѝ доминира числото 5, символизиращо 5-те звезди от ореола на чешкия светец.
От 1993 църквата е обект на световното наследство на ЮНЕСКО.

## Галерия
- Oригиналният чертеж на Сантини, XVIII век
- Поглед към свода на църквата
- Централна част и балкони
- Главният олтар
- Църковният двор с пристройки и параклиси

Щукатурата е ограничена до мотиви от застъпващи се ребрени арки. Разчита се на светлината за създаване на пространствен ефект – в бароковата архитектура светлината се интерпретира като божие присъствие. Цялата църква е своеобразна мощехранителница за езика на Свети Ян.

## Опожаряване
На 17 юли 1784 църквата пострадва тежко при пожар, изгорил я почти до основи. С административна и обществена подкрепа храмът е възстановен през 1792, но губи статута си на църква, събираща поклонници.